# GRES Bota
O Grupo Recreativo Escola de Samba Bota (anteriormente conhecida por G.R.E.S. Bota no Rego) é uma escola de samba da vila de Sesimbra, fundada em 5 de Março de 1976, sendo assim a Escola de Samba mais antiga de Portugal.

## História
O Grupo Recreativo Escola de Samba Bota no Rego foi fundado a 5 de Março de 1976, por um grupo de foliões que tendo como único objetivo a diversão no Carnaval noturno em Sesimbra.
Posteriormente, decidiram também sair à rua na Terça-feira de Carnaval durante o dia.
Ano após ano, desfile após desfile, num processo evolutivo e gradual de melhoria da sua organização e estrutura, a escola de samba ganhou identidade e características próprias, tentando incutir sempre nos seus desfiles conceitos utilizados pelas escolas de samba do Rio de Janeiro.[carece de fontes?]
Além da sua atividade principal enquanto escola de samba, a associação cresceu também como instituição, possuindo atualmente valências tão distintas como o seu próprio Grupo de Teatro, uma Academia de Música e uma Orquestra designada por Bota Big Band regida pelo seu próprio maestro.[carece de fontes?]
Em 2001 foi distinguida pela Câmara Municipal de Sesimbra com a Medalha de Mérito Municipal Grau Bronze.[carece de fontes?]
Em 2011 iniciou o projeto MegaSamba, tendo como principais objetivos a divulgação da cultura sambista em Portugal e na Europa e a partilha de experiências e conhecimentos sobre o samba, proporcionando um local de encontro anual de sambistas de todo o mundo, sendo este já um evento de referência no panorama mundial, que contou na sua mais recente edição de 2019 com mais de 600 inscritos.[carece de fontes?]
Em 2019, a escola passou a denominar-se apenas por G.R.E.S. Bota. 

## Segmentos

### Presidente
João Rui Mota

### Diretores
| Ano  | Diretor de Carnaval | Diretor geral de harmonia | Mestre de bateria |
| ---- | ------------------- | ------------------------- | ----------------- |
| 2015 |                     |                           | Chora             |
| 2016 |                     |                           | Chora             |

### Casal de Mestre-sala e Porta-bandeira
| Ano  | Nome                         | Ref. |
| ---- | ---------------------------- | ---- |
| 2023 | Gisela Palma Tiago Isaac     |      |
| 2024 | Gisela Palma André Fernandes |      |
| 2025 | Gisela Palma André Fernandes |      |

### Intérprete
| Período | Nome                                      | Ref.  |
| ------- | ----------------------------------------- | ----- |
| 2014    | Ricardo Alves "Chora" e João Pedro Simões |       |
| 2018    | Emerson Dias                              |       |
| 2019    | Wantuir (Gravação)                        |       |
| 2020    | Zé Paulo Sierra (Gravação)                | [ 3 ] |

### Rainhas de bateria
| Período | Rainha          |
| ------- | --------------- |
| 2014    | Beatriz Ventura |
| 2015    | Beatriz Ventura |
| 2016    | Beatriz Ventura |
| 2017    | Beatriz Ventura |
| 2018    | Beatriz Ventura |
| 2019    | Beatriz Ventura |
| 2020    | Beatriz Ventura |
| 2021    | Beatriz Ventura |
| 2022    | Beatriz Ventura |
| 2023    | Diana Issac     |
| 2024    | Beatriz Ventura |
| 2025    | Beatriz Ventura |

## Carnavais
| Ano  | Colocação              | Enredo | Carnavalesco                                                                          | Ref   |
| ---- | ---------------------- | --- | ------------------------------------------------------------------------------------- | ----- |
| 1990 |                        | Real Sonho |                                                                                       |       |
| 1993 |                        | Filhos do Sol |                                                                                       |       |
| 1994 |                        | Canta Sesimbra |                                                                                       |       |
| 1995 |                        | Carnaval Vaidoso |                                                                                       |       |
| 1996 |                        | Parece que foi Ontem |                                                                                       |       |
| 1997 |                        | Mas que País é esse | Paulo Macedo                                                                          |       |
| 1998 |                        | Um bem precioso o sonho |                                                                                       |       |
| 1999 |                        | Sorte ou Azar |                                                                                       |       |
| 2000 |                        | Os loucos do Milénio |                                                                                       |       |
| 2002 |                        | A força da nossa vontade é o poder da realidade |                                                                                       |       |
| 2003 |                        | 100 anos Pela Vida | Diamantino Palmeirim                                                                  |       |
| 2004 |                        | Cezimbra por Lapidar |                                                                                       |       |
| 2005 |                        | Legado do Samba | Diamantino Palmeirim                                                                  |       |
| 2006 |                        | Navegar é preciso… o Marear das emoções | Fernando Sebastião, Marta Andrade e Leandro Martins                                   |       |
| 2007 |                        | Carnaval, Carnival, Carnevale….Uno spettacolo per tutto mondo… Um misto de realidade e fantasia Compositores:Ricardo Alves "Chora" e Marta Andrade | Fernando Sebastião, Marta Andrade e Leandro Martins                                   | [ 4 ] |
| 2008 | 2º lugar (Nacional)    | África - Gente Branca em Terra de Negros! | Leandro Martins, Marta Andrade                                                        | [ 5 ] |
| 2009 |                        | Vamos ao Parque, uma visita guiada à Broadway Portuguesa                                                                                           |                                                                                       |       |
| 2010 | Vice-campeã (Nacional) | Galícia, do medieval ao Carnaval, a ponte que nos leva a Portugal                                                                                  |                                                                                       | [ 6 ] |
| 2011 | 3º lugar (Nacional)    | Para Onde Vais ? |                                                                                       | [ 7 ] |
| 2012 |                        | Zeca Afonso "O Trovador da Liberdade" |                                                                                       |       |
| 2013 |                        | Marchinhas de Carnaval |                                                                                       |       |
| 2014 |                        | "Índia - O Paraíso Do Oriente" Compositor:Ricardo Alves "Chora"                                                                                    |                                                                                       | [ 8 ] |
| 2015 |                        | Na arte de imitar a vida...Seja o que você quiser...                                                                                               | Comissão de Carnaval - Leandro Martins, Marta Andrade, Paulo Correia e Raquel Correia |       |
| 2016 |                        | | Comissão de Carnaval - Leandro Martins, Marta Andrade, Paulo Correia e Raquel Correia |       |
| 2017 |                        | Meu Reino por um Beijo!! | Diamantino Palmeirim                                                                  |       |
| 2018 |                        | 13 Minutos Depois da Meia-noite Compositores: Ricardo Alves "Chora" e Leandro Figueiredo                                                           | Comissão de Carnaval - Leandro Martins, Marta Andrade, Paulo Correia e Raquel Correia |       |
| 2019 |                        | Ilusão - Uma Avenida de Ilusão... Uma Realidade Marginal Compositores: Ricardo Alves "Chora" e Leandro Figueiredo                                  | Comissão de Carnaval - Leandro Martins, Marta Andrade, Paulo Correia e Raquel Correia |       |
| 2020 |                        | Agora brinCamos nós Compositores:Ricardo Alves "Chora" e Leandro Figueiredo                                                                        | Comissão de Carnaval - Leandro Martins, Marta Andrade, Paulo Correia e Raquel Correia | [ 3 ] |
| 2024 |                        | Mostra se nasceste para descalças esta Bota | Flávio Lopes                                                                          |       |
| 2025 |                        | Bota a Varinha na Ferida! Hogwarts - Uma Escola do Bem, Numa Sociedade do Mal!                                                                     | Leandro Martins                                                                       |       |